# 塔拉绍德

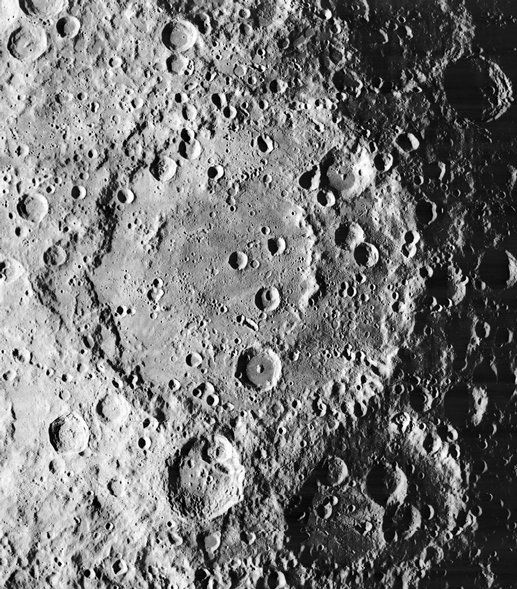
科罗廖夫环形山是一座典型的塔拉绍德结构示例

塔拉绍德（英语：Thalassoid"）， 引自希腊语：（海）和（外观），是月球上一种大小与月海盆地相类似的大型撞击结构，但不同的是它有一个明亮的坑底，里面没有或仅覆盖了少量幽暗的熔岩。塔拉绍德底部及周边也散布有较小的陨石坑，满月时，它与周边背景地形没有区别。
塔拉绍德主要是月球背面的一种特征，里面涌出的熔岩较正面的盆地要少得多，月背的塔拉绍德主要包含有智海、莫斯科海、东方海和赫茨普龙环形山、科罗廖夫环形山以及月球正面的酒海。

## 术语来历
该术语是前苏联在开始研究月球背面后提出的。1965年莫斯科国立大学教授尤里·帕夫洛维奇·普斯科夫在研究了当年探测器3号拍摄的照片后，将这一名词引入业内。1967年，在国际天文学联合会第十三届大会上，苏联提请将该词列入月表特征命名通用术语集中，但遭拒绝。因而，该术语只作为一种对象特征，而非专用名。
西方国家不习惯塔拉绍德这一概念及相应术语，他们并不区分这些对象的种类，而只简单地统称为盆地。现在塔拉绍德这一概念已很少使用，如果它被接受，将有助于了解月海（熔岩平原）和盆地之间的差异。